# فرودگاه ال مکرارگ
فرودگاه ال مکرارگ (به انگلیسی: L'Mekrareg Airport) یک فرودگاه نظامی با کد یاتا LOO است که یک باند فرود آسفالت دارد و طول باند آن ۳۸۰۳ متر است. این فرودگاه در کشور الجزایر قرار دارد و در ارتفاع ۷۶۵ متری از سطح دریا واقع شده است.